# San Jose, California

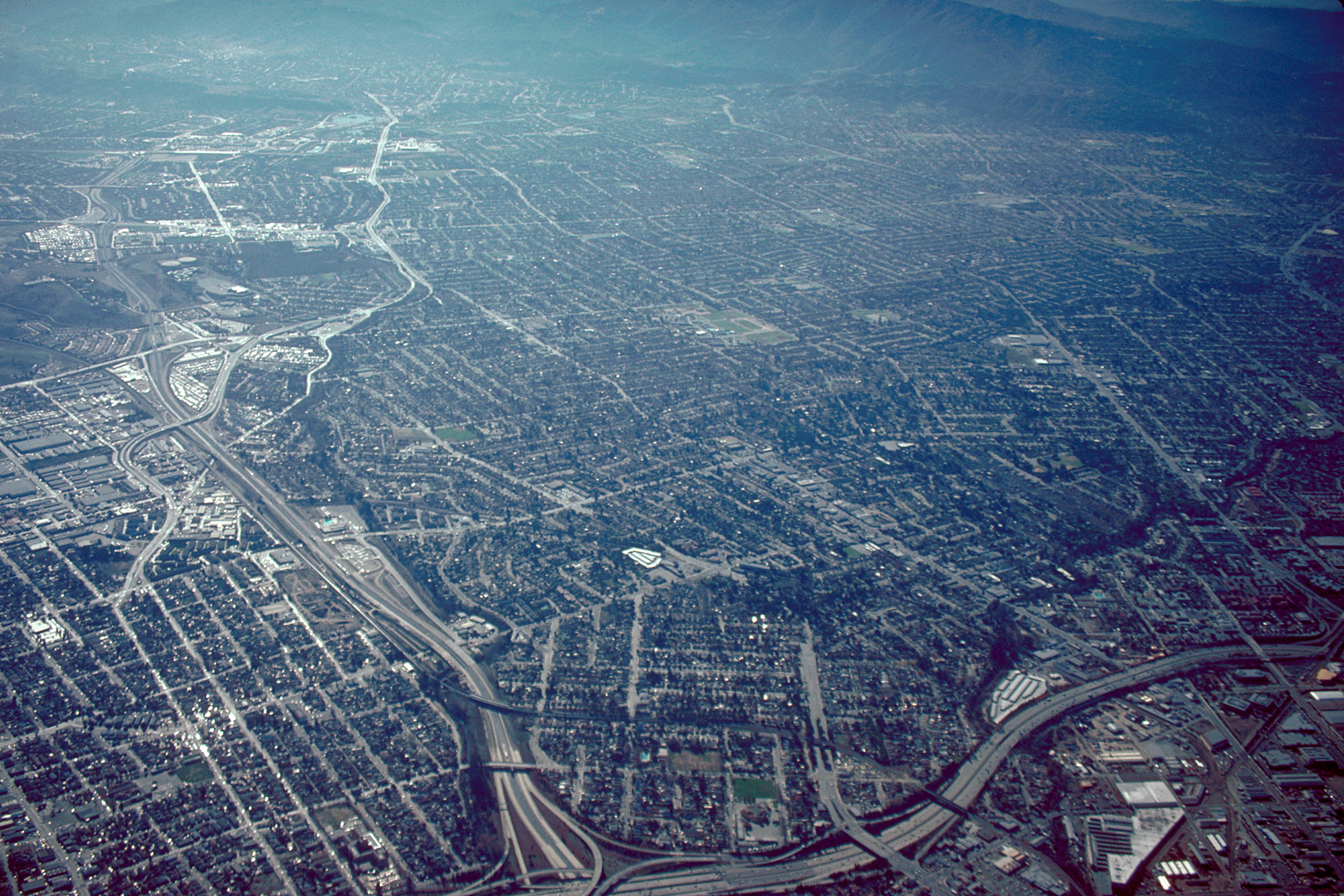
San Jose nhìn từ vệ tinh. Giao lộ I-280 và Guadalupe Parkway nằm ở dưới. Góc nhìn về phía nam.

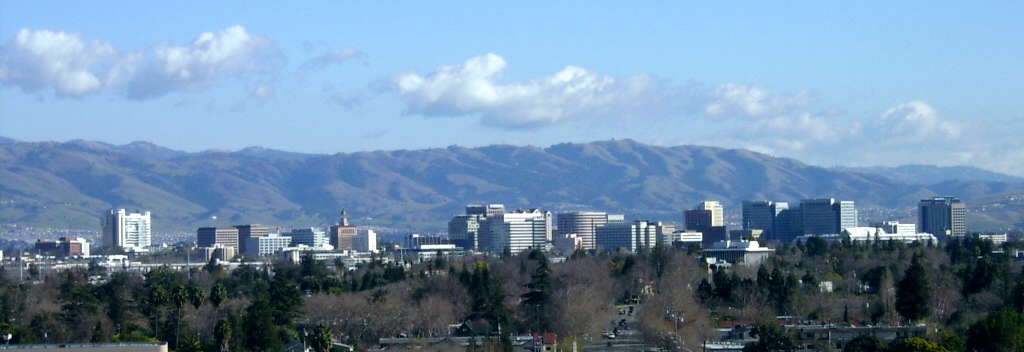
San Jose ban ngày

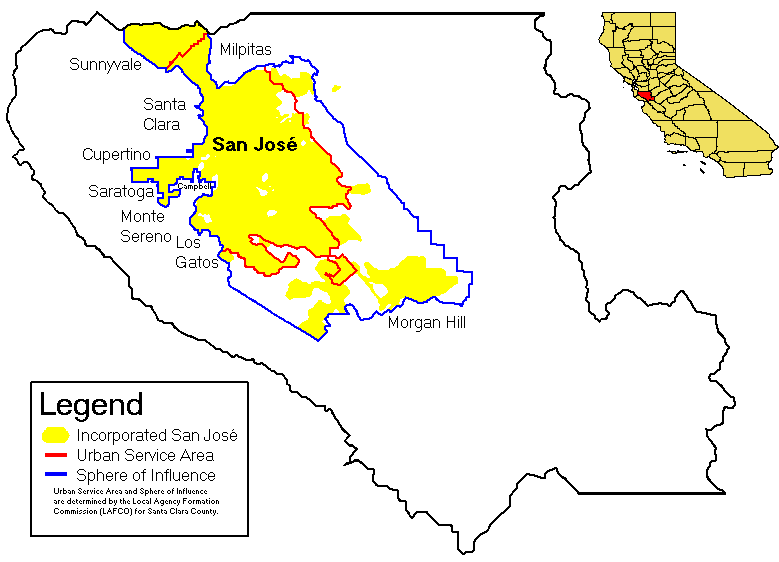
Vị trí của San Jose, California

San Jose (IPA: [sæn hoʊˈzeɪ], tên chính thức là Thành phố San José) là thành phố lớn thứ 3 ở tiểu bang California, lớn thứ 10 ở Hoa Kỳ. Đây là thủ phủ Quận Santa Clara. San Jose nằm trong Thung lũng Silicon, mũi phía Nam của Vịnh San Francisco. Diện tích của thành phố này vào khoảng 466.11 km², dân số của thành phố được cập nhật năm 2011 là 958.789 người, với mật độ đạt 2,100 người/km², đây là thành phố lớn nhất vùng Bắc California.
San Jose theo tiếng Tây Ban Nha nghĩa là Thánh Giuse, được thành lập năm 1777 như là thị trấn đầu tiên của thuộc địa Tây Ban Nha tại vùng Nueva California (Tân Ca Li) – sau này thành Alta California (Thượng Ca Li). Thành phố là cơ sở trang trại hậu cần phục vụ cho quân đội Tây Ban Nha xây dựng ở San Francisco và Monterey. Sau khi California nhận được quy chế tiểu bang Hoa Kỳ năm 1850, San Jose là thủ phủ đầu tiên của California. Sau 150 năm phát triển nông nghiệp, sự gia tăng nhu cầu nhà ở của binh lính và các cựu chiến binh trở về từ Chiến tranh thế giới thứ 2 đã khiến thành phố nhanh chóng được mở rộng xây dựng. Trong thập niên 70, việc xây dựng Thung lũng Silicon tại đây khiến cho San Jose – nằm trong trung tâm Thung lũng Silicon được đặt nickname là "Thủ đô Thung lũng Silicon". Tháng 4 năm 1979, Hội đồng thành phố đã quy định đặt tên thành phố chính thức là "San José", theo tên gốc trong tiếng Tây Ban Nha, trên con dấu và các văn bản chính thức. Tuy nhiên, người ta thường phát âm và viết tên thành phố theo dạng Anh hóa mà không có dấu sắc.

## San Jose và người Việt
Theo cuộc Kiểm kê Dân số Hoa Kỳ năm 2000, số người Mỹ gốc Việt ở San Jose là 82.834 người, là thành phố có đông người Mỹ gốc Việt nhất, chiếm 9.2% dân số toàn thành phố. Theo báo Mercury News vào năm 2015 thì người gốc Việt ở đây lên tới 160 ngàn người. Đối với cộng đồng người Việt, San Jose còn mệnh danh là Thung lũng Hoa Vàng với khu thương mại chính thức do thành phố ấn định năm 2007 mang tên "Saigon Business District". Trong số 10 ghế của hội đồng thành phố, người Việt có 1 đại diện là cô Madison Nguyen, đắc cử năm 2005 với nhiệm kỳ 4 năm. Tháng 11 năm 2007, Hội đồng thành phố San Jose đã bỏ phiếu tán thành quy hoạch khu phố dành cho công đồng người Việt tai một đoạn ở đường Story với tên gọi là "Saigon Business District". Nhưng cộng đồng người Việt tại San Jose đã không tán thành quyết định của hội đồng thành phố. Trải qua một thời gian đấu tranh, Hội đồng thành phố San Jose đã chính thức thông qua tên gọi cho khu phố người Việt tại San Jose là "Little Saigon".
Ngày 21 tháng 5, năm 2011, khánh thành Bia Đá Little Saigon San Jose. Cũng về mặt văn hóa, San Jose có Viet Museum hoạt động từ năm 2007 trong Kelley Historic Park.

## Khí hậu

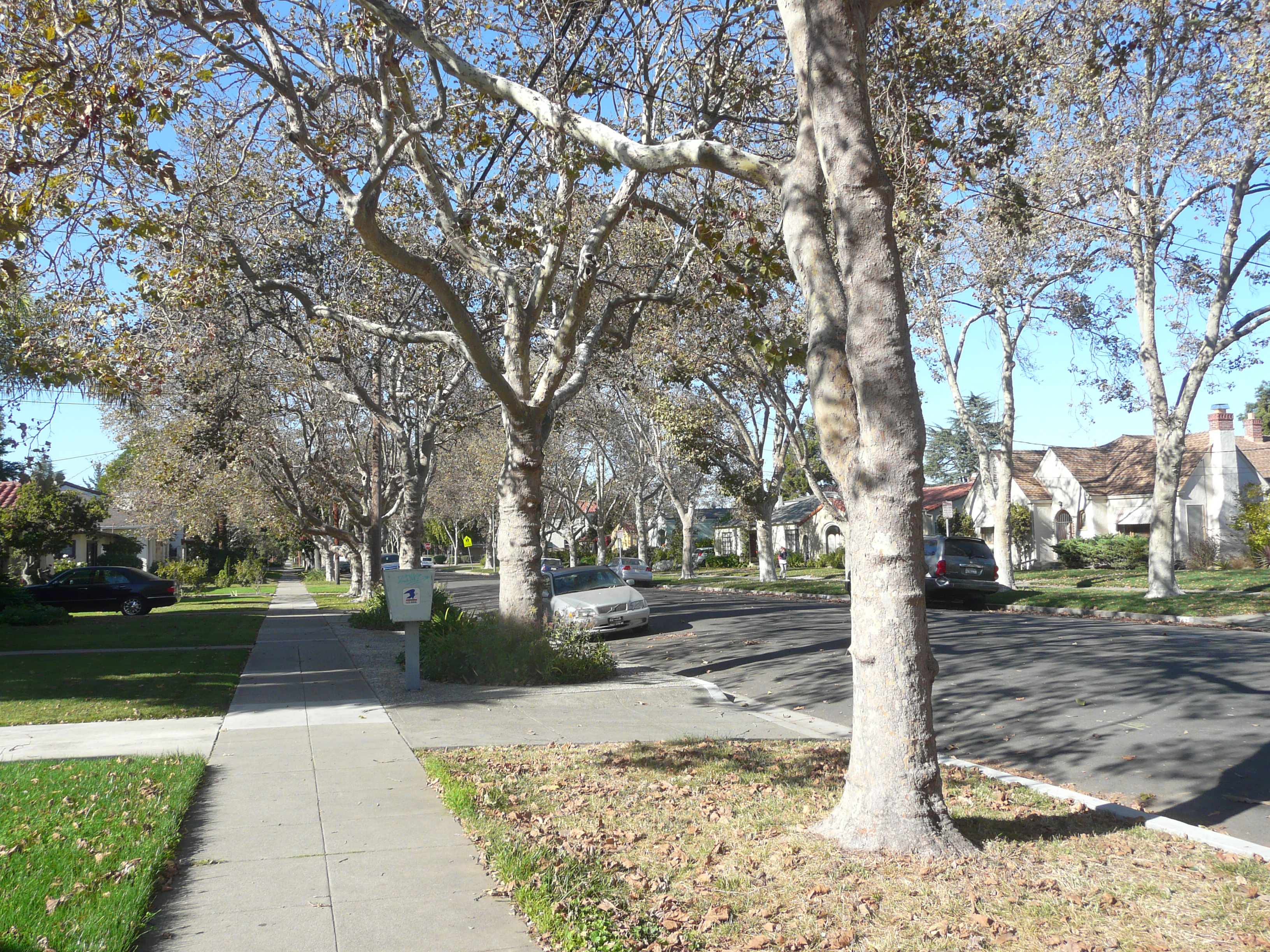
San Jose vào Tháng Mười

Khí hậu ở San Jose giống như hầu hết các khu vực vùng vịnh, có khí hậu cận nhiệt đới Địa Trung Hải. San Jose có trên 300 ngày nắng hằng năm và nhiệt độ trung bình hằng ngày cao, 73 °F (23 °C). Mặc dù nằm trong nội địa và không đối diện với Thái Bình Dương như San Francisco, nhưng San Jose được bao quanh ba phía bởi các dãy núi. Chính điều này làm hạn chế mưa, tạo cho thành phố cảm giác hơi khô với lượng mưa trung bình hằng năm 14,4 inch (366 mm), bằng 1/3 so với các khu vực vùng vịnh khác.
Vào tháng Giêng, nhiệt độ trung bình cao nhất là 59 °F (15 °C), nhiệt độ trung bình thấp nhất là 42 °F (6 °C). Vào tháng Bảy, nhiệt độ trung bình cao nhất là 84 °F (29 °C), nhiệt độ trung bình thấp nhất là 57 °F (14 °C). Nhiệt độ cao nhất được ghi nhận tại San Jose là 114 °F (46 °C) vào tháng 6 năm 1961; và thấp nhất là 20 °F (-7 °C) vào tháng 12 năm 1990. Chênh lệch nhiệt độ giữa ngày và đêm thấp, chỉ vào khoảng 10 °F - 12 °F (5.5 °C - 6.6 °C), không biến động nhiều như một số khu vực khác ở California.
Với lượng mưa thấp, San Jose và các vùng ngoại ô có khoảng 300 ngày nắng trong năm. Mưa chủ yếu từ tháng 11 cho đến tháng Tư hoặc tháng Năm. Vào mùa đông và mùa xuân, sườn đồi và các cánh đồng chuyển sang màu xanh với các thảm cỏ và thực vật, mặc dù cây rụng lá ít. Khi thời tiết chuyển sang hè, giai đoạn khô hạn làm thảm thực vật chết khô tạo ra các mảng đồi màu vàng óng, nhưng cũng là điều kiện thuận lợi cho các đám cháy.
| Dữ liệu khí hậu của San Jose, California (1981−2010, cực độ 1893−nay) | Dữ liệu khí hậu của San Jose, California (1981−2010, cực độ 1893−nay) | Dữ liệu khí hậu của San Jose, California (1981−2010, cực độ 1893−nay) | Dữ liệu khí hậu của San Jose, California (1981−2010, cực độ 1893−nay) | Dữ liệu khí hậu của San Jose, California (1981−2010, cực độ 1893−nay) | Dữ liệu khí hậu của San Jose, California (1981−2010, cực độ 1893−nay) | Dữ liệu khí hậu của San Jose, California (1981−2010, cực độ 1893−nay) | Dữ liệu khí hậu của San Jose, California (1981−2010, cực độ 1893−nay) | Dữ liệu khí hậu của San Jose, California (1981−2010, cực độ 1893−nay) | Dữ liệu khí hậu của San Jose, California (1981−2010, cực độ 1893−nay) | Dữ liệu khí hậu của San Jose, California (1981−2010, cực độ 1893−nay) | Dữ liệu khí hậu của San Jose, California (1981−2010, cực độ 1893−nay) | Dữ liệu khí hậu của San Jose, California (1981−2010, cực độ 1893−nay) | Dữ liệu khí hậu của San Jose, California (1981−2010, cực độ 1893−nay) |
| Tháng                                                                 | 1                                                                     | 2                                                                     | 3                                                                     | 4                                                                     | 5                                                                     | 6                                                                     | 7                                                                     | 8                                                                     | 9                                                                     | 10                                                                    | 11                                                                    | 12                                                                    | Năm                                                                   |
| --------------------------------------------------------------------- | --------------------------------------------------------------------- | --------------------------------------------------------------------- | --------------------------------------------------------------------- | --------------------------------------------------------------------- | --------------------------------------------------------------------- | --------------------------------------------------------------------- | --------------------------------------------------------------------- | --------------------------------------------------------------------- | --------------------------------------------------------------------- | --------------------------------------------------------------------- | --------------------------------------------------------------------- | --------------------------------------------------------------------- | --------------------------------------------------------------------- |
| Cao kỉ lục °F (°C)                                                    | 79 (26)                                                               | 81 (27)                                                               | 89 (32)                                                               | 95 (35)                                                               | 102 (39)                                                              | 109 (43)                                                              | 108 (42)                                                              | 105 (41)                                                              | 106 (41)                                                              | 101 (38)                                                              | 85 (29)                                                               | 79 (26)                                                               | 109 (43)                                                              |
| Trung bình ngày tối đa °F (°C)                                        | 58.1 (14.5)                                                           | 61.9 (16.6)                                                           | 65.7 (18.7)                                                           | 69.3 (20.7)                                                           | 74.3 (23.5)                                                           | 79.1 (26.2)                                                           | 81.9 (27.7)                                                           | 81.9 (27.7)                                                           | 80.1 (26.7)                                                           | 74.0 (23.3)                                                           | 64.3 (17.9)                                                           | 58.0 (14.4)                                                           | 70.7 (21.5)                                                           |
| Tối thiểu trung bình ngày °F (°C)                                     | 42.0 (5.6)                                                            | 44.7 (7.1)                                                            | 46.6 (8.1)                                                            | 48.6 (9.2)                                                            | 52.4 (11.3)                                                           | 56.0 (13.3)                                                           | 58.1 (14.5)                                                           | 58.3 (14.6)                                                           | 56.8 (13.8)                                                           | 52.5 (11.4)                                                           | 46.0 (7.8)                                                            | 41.9 (5.5)                                                            | 50.3 (10.2)                                                           |
| Thấp kỉ lục °F (°C)                                                   | 18 (−8)                                                               | 24 (−4)                                                               | 25 (−4)                                                               | 26 (−3)                                                               | 32 (0)                                                                | 33 (1)                                                                | 40 (4)                                                                | 39 (4)                                                                | 35 (2)                                                                | 30 (−1)                                                               | 21 (−6)                                                               | 19 (−7)                                                               | 18 (−8)                                                               |
| Lượng mưa trung bình inches (mm)                                      | 3.07 (78)                                                             | 3.11 (79)                                                             | 2.54 (65)                                                             | 1.18 (30)                                                             | 0.51 (13)                                                             | 0.10 (2.5)                                                            | 0.02 (0.51)                                                           | 0.02 (0.51)                                                           | 0.18 (4.6)                                                            | 0.80 (20)                                                             | 1.68 (43)                                                             | 2.61 (66)                                                             | 15.82 (402)                                                           |
| Số ngày mưa trung bình (≥ 0.01 in)                                    | 10.2                                                                  | 10.3                                                                  | 9.4                                                                   | 5.6                                                                   | 3.2                                                                   | 0.8                                                                   | 0.2                                                                   | 0.3                                                                   | 1.3                                                                   | 3.2                                                                   | 7.2                                                                   | 10.2                                                                  | 61.9                                                                  |
| Nguồn: NOAA                                                           |                                                                       |                                                                       |                                                                       |                                                                       |                                                                       |                                                                       |                                                                       |                                                                       |                                                                       |                                                                       |                                                                       |                                                                       |                                                                       |

## Nhân khẩu
Theo điều tra dân số Hoa Kỳ năm 2010, San Jose có số dân là 945.942 người. Mật độ dân số là 5.256 người trên mỗi dặm vuông (2.029 người / km²).
Cơ cấu chủng tộc của San Jose là:
- 404.437 (42,8%) người da trắng,
- 303.138 (32,0%) người châu Á (Việt Nam 10,4%, Trung Quốc 6,7%, Philippines 5,6%, Ấn Độ 4,6%, Hàn Quốc 1,2%, Nhật Bản 1,2%, Campuchia 0,3%, Thái Lan 0,2%, Pakistan 0,2%, Lào 0,2%),
- 30.242 (3,2%) người Mỹ gốc Phi,
- 8.297 (0,9%) người Mỹ bản xứ,
- 148.749 (15,7%) từ các chủng tộc khác,
- 47.062 (5,0%) người lai.
- 313. 636 (33.2%) người nói tiếng Tây Ban Nha hoặc gốc ngôn ngữ La Tinh. Trong số người nói tiếng Tây Ban Nha, 28,2% là México, 0,7% Salvador, Puerto Rico 0,5%, và 0,3% Nicaragua.
- Người da trắng không nói tiếng Tây Ban Nha chiếm 28,7% dân số trong năm 2010.

Có 314.038 đơn vị nhà ở với mật độ trung bình của 1.745 căn mỗi dặm vuông (673,7/km²), trong đó 176.216 căn do người chủ sở hữu ở (58,5%), và 125.150 căn là nhà cho thuê đã có khách thuê (41,5%).

## Kinh tế
Việc các công ty công nghệ cao, máy tính, và bộ vi xử lý tập trung nhiều ở San Jose làm cho khu vực này được biết đến với cái tên "Thung lũng Silicon". Khu vực các trường như Đại học California tại Berkeley, Đại học California tại Santa Cruz, Đại học Tiểu bang San Jose, San Francisco Đại học Bang, California Đại học Bang, East Bay, Đại học Santa Clara, và Đại học Stanford hàng năm bơm hàng ngàn sinh viên tốt nghiệp các ngành kỹ thuật và khoa học máy tính vào nền kinh tế địa phương.
Thởi kỳ tăng trưởng cao của bong bóng công nghệ đã tạo ra nhiều việc làm, đẩy giá cả lên cao, ùn tắc giao thông đến đỉnh điểm vào cuối những năm 1990. Khi nền kinh tế chậm lại vào đầu những năm 2000, việc làm và ùn tắc giao thông giảm bớt phần nào. Giữa những năm 2000, giao thông dọc tuyến đường cao tốc chính một lần nữa bắt đầu tồi tệ hơn khi nền kinh tế được cải thiện. San Jose đã có 405.000 việc làm trong năm 2006, tỷ lệ thất nghiệp 4,6%. Vào năm 2000, San Jose có thu nhập hộ gia đình cao nhất so với các thành phố có dân số trên 300.000 người của Mỹ.
Chi phí sinh hoạt ở San Jose và các khu vực lân cận vào hàng cao nhất ở California và toàn quốc. Chi phí nhà ở là lý do chính của việc giá sinh hoạt cao. Bất chấp chi phí sinh hoạt cao ở San Jose, các hộ gia đình vẫn có thu nhập khả dụng cao nhất so với các thành phố trên 500.000 dân.

## Phương tiện công cộng

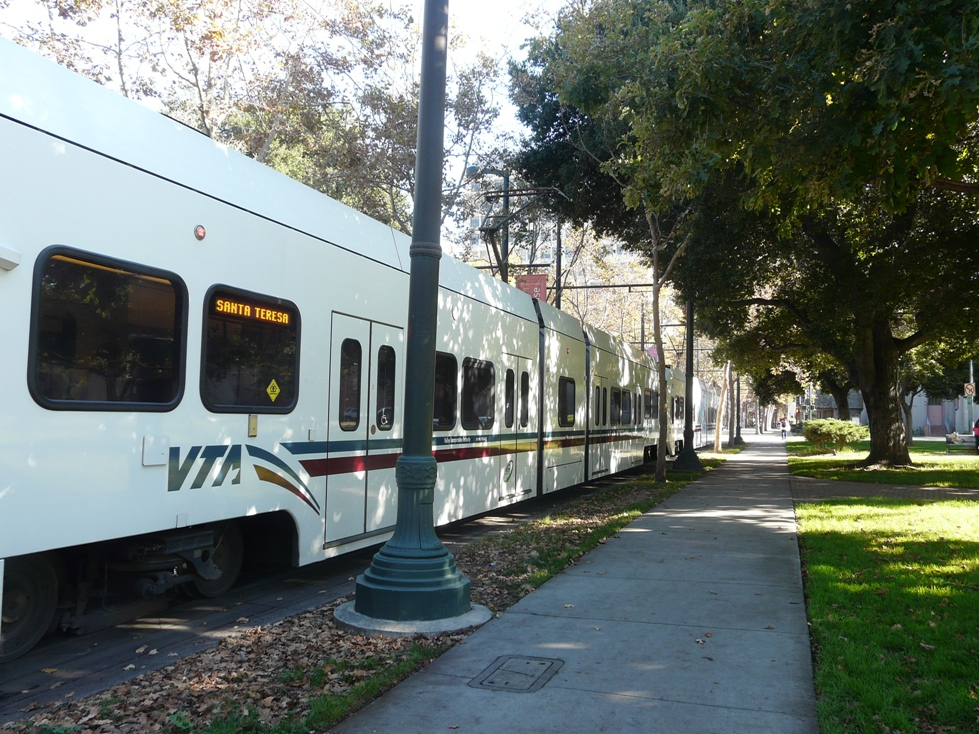
Tàu điện đi qua đường số 2 ở trung tâm San Jose.

Từ San Jose có thể đón xe lửa Caltrain về phía Bắc đi San Francisco, về phía Nam đi Gilroy. Có thể thanh toán bằng thẻ tín dụng hoặc tiền mặt (tiền giấy hoặc tiền xu). Có thể mua thẻ Clipper để đi xe lửa. Trạm dừng chính ở San Jose là nhà ga San Jose Diridon gần Trung tâm SAP, là hội trường thể thao và hòa nhạc lớn nhất tại San Jose.
Từ San Jose cũng có thể đón tàu điện ngầm của hệ thống BART (Bay Area Rapid Transit) để đi ra các thành phố xung quanh trong khu vực Bay Area.
Cơ quan Vận chuyển Thung lũng Santa Clara hoạt động một hệ thống tàu điện trên các đường sắt nhẹ. Khách được đi tàu trong thành phố San Jose và vài thành phố khác, ví dụ như Santa Clara, Sunnyvale, và Mountain View. Ở San Jose, nhiều bảng hướng dẫn tại các trạm dừng được ghi bằng ba ngôn ngữ: tiếng Anh, tiếng Tây Ban Nha và tiếng Việt.

## Luật pháp và chính phủ

### Địa phương
Đứng đầu là Thị trưởng dân cử và Hội đồng Thành phố dân cử.
Hội đồng Thành phố San Jose được cấu thành từ mười Thành viên Hội đồng do các quận bầu ra, và một Thị trưởng được bầu bởi toàn bộ Thành phố. Thị trưởng chủ trì các cuộc họp Hội đồng Thành phố, và tất cả mười một thành viên có thể bỏ phiếu về vấn đề bất kỳ. Thị trưởng không có quyền phủ quyết. Thành viên Hội đồng và Thị trưởng được bầu cho nhiệm kỳ bốn năm.
Thành viên Hội đồng và Thị trưởng được giới hạn hai nhiệm kỳ liên tục. Tuy nhiên, khi một Thành viên Hội đồng hết nhiệm kỳ có thể được bầu để làm Thị trưởng, và ngược lại Thị trưởng hết nhiệm kỳ có thể được bầu làm Thành viên Hội đồng. Hội đồng bầu một phó Thị trưởng từ các thành viên của Hội đồng tại cuộc họp thứ hai của năm. Người này hoạt động như Thị trưởng trong thời gian Thị trưởng vắng mặt tạm thời.
Quản lý Thành phố là người quản lý hành chính của Thành phố, và phải trình ngân sách hàng năm để Hội đồng Thành phố phê duyệt. Khi văn phòng không có người phụ trách, Thị trưởng đề xuất một ứng cử viên để làm Quản lý Thành phố theo sự chuẩn y của Hội đồng. Hội đồng bổ nhiệm người quản lý với nhiệm kỳ không xác định. Có thể loại bỏ người quản lý bất cứ lúc nào thông qua việc bầu lại. Các viên chức khác do Hội đồng chỉ định là Luật Sư Thành phố, Kiểm toán viên Thành phố, Thư ký Thành phố và Kiểm toán Cảnh Sát Ðộc Lập.
Và giống như tất cả các Thành phố và các hạt trong tiểu bang, San Jose có đại diện trong Cơ quan Lập pháp Nhà nước.
San Jose là thủ đô của Hạt Santa Clara. Nhiều cơ sở chính quyền Hạt được đặt tại đây, bao gồm phòng Điều hành Hạt, Ban kiểm soát, Văn phòng Biện lý Hạt, tám Tòa án, Văn phòng Cảnh sát, và Thư ký hạt.

### Tội phạm
Tội phạm ở San Jose vẫn luôn thấp hơn so với các Thành phố lớn của Mỹ khác. Giống như hầu hết các Thành phố lớn, mức độ tội phạm đã giảm đáng kể sau khi tăng nhanh trong những năm 1980. Ngày nay, Thành phố được xếp hạng là một trong những Thành phố trên 500.000 dân an toàn nhất nước. Kết quả này dựa trên các số liệu thống kê tội phạm được báo cáo lên Cục Điều tra Liên bang trong sáu loại: giết người, hiếp dâm, cướp tài sản, bạo lực nghiêm trọng, trộm nhập nha, và trộm cắp ô tô. Tính đến năm 2009, Thành phố có tỷ lệ tội phạm thấp thứ nhì so với tất cả các Thành phố trên 500.000 dân, chỉ sau Honolulu. Tuy nhiên trong năm 2011, các vụ giết người đã tăng vượt so với năm 2010. Cụ thể là 39 vụ trong năm 2011 so với 20 vụ trong năm 2010.

### Thành phố kết nghĩa
- Okayama, Nhật Bản
- San José, Costa Rica
- Veracruz, México
- Tainan, Đài Loan
- Dublin, Ai-Len
- Yekaterinburg, Nga
- Kanpur, Ấn Độ
- Oeiras, Bồ Đào Nha
- Pune, Ấn Độ
- Pekanbaru, Indonesia